# Southern Glazer's Wine & Spirits
Southern Glazer's Wine & Spirits of America är USA:s största partihandelsföretag av spritdrycker och viner. De distribuerar alkoholprodukter till 44 amerikanska delstater (ej i Connecticut, Georgia, Massachusetts, New Jersey, Rhode Island och Wisconsin), territorierna Amerikanska Jungfruöarna och Washington, D.C. och samtliga tio kanadensiska provinser.
Företaget bildades 2016 när Miami-baserade Southern Wine & Spirits of America fusionerades med det Dallas-baserade konkurrenten Glazer's, Inc.
Den amerikanska ekonomitidskriften Forbes rankade Southern Glazer's till det 17:e största privata företaget i USA efter omsättning för år 2016.